# Hrabstwo Red Lake
Hrabstwo Red Lake (ang. Red Lake County) – hrabstwo w stanie Minnesota w Stanach Zjednoczonych. Hrabstwo zajmuje powierzchnię 1119 km². Według szacunków United States Census Bureau w roku 2010 liczyło 4 089 mieszkańców. Siedzibą administracyjną hrabstwa jest Red Lake Falls.

## Miasta
- Brooks
- Oklee
- Plummer
- Red Lake Falls